# ميبيندازول
ميبيندازول (Mebendazole) (MBZ) مستخدم منذ عام 1975، دواء مضاد للديدان يستخدم لعلاج متنوع الانتانات التي تسببها الديدان، خاصة، امراض الامعاء التي تسببها الدودة السوطية (Trichuris)، الدودة الدبوسية أو الاقصورة (Oxyuris) والدودة الشصية (Hookworm). نظرا لاتساع مجال فعالية الدواء، فانه يستخدم للانتانات المختلطة الناتجة عن عدة ديدان، أو في حال لم يتم التعرف على نوع الدودة.
المبيندزول (Mebendazole)، والذي يتناول اقراصا وكمستعلق، يقضي على الديدان من خلال ثبط مصادر الطاقة لدى الدودة. بالإمكان القضاء على العدوى بالدودة الدبوسية بواسطة جرعة واحدة من الدواء، في حين الأمراض المعوية الأخرى تحتاج لعلاج مدته ثلاث أيام متعاقبة. في حال لم يتم القضاء على الالتهاب كليا، بالإمكان تكرار العلاج بعد 2 - 3 اسابيع. عند العدوى بالدودة الدبوسية، المعدية للغاية، من الضروري علاج كل افراد العائلة معا. نظرا لامتصاص المبيندزول (Mebendazole) الضعيف إلى الدم، تقتصر التاثيرات الجانبية على الام البطن والاسهال. حاليا يتم بحث تاثير الدواء على أنواع أخرى من امراض الديدان التي تصيب اماكن أخرى غير الامعاء، وتشمل داء الشعرينات (Trichinosis) ودودة الكبد أو المشوكة (Echinococcus). في هذه الحالات، تعطى جرعات عالية التركيز لفترات طويلة، وينبغي تناول الدواء مع الطعام لزيادة امتصاصها والرفع من تركيزها في الدم.

جاء ميبيندازول إلى حيز الاستخدام في عام 1971. يتم تضمينه في قائمة منظمة الصحة العالمية للأدوية الأساسية، والأدوية الرئيسية اللازمة في النظام الصحي الأساسي.

## الاستخدام الطبي
يعتبر ميبيندازول مضاد ديدان ذو تأثير واسع وكفاءة عالية في معالجة الإصابات بالديدان الأسطوانية وتتضمن، الدودة الشصيّة، الدودة الخيطية، الدودة الصنوبرية، الدودة السوطيّة، وداء الشعرينات أثناء وجوده في الأمعاء الدقيقة وقبل أن ينتقل إلى الأنسجة الأُخرى خارج القناة الهضمية. بعض الأدوية الأخرى تستخدم لمعالجة الديدان التي تصيب مناطق من الجسم خارج القناة الهضمية مثل الميبيندازول الذي يمتص بشكل قليل جدا نحو الدم. يستخدم ميبيندازول وحده في حالات الإصابة المتوسطة، حيث أنه يقوم بقتل الطفيليّات بشكل بطيء، بينما في حالات الإصابات الخطيرة ربما يتسبب في هجرة بعض هذه الطفيليات إلى خارج الجهاز الهضمي، مسببًا حالات مثل التهاب الزائدة الدودية، مشاكل القناة الصفراوية، وانثقاب الأمعاء. لتجنب حدوث هذه المضاعفات، يتم معالجة المرضى ذوي الحالات الصعبة باستخدام أدوية أًخرة مثل البيبيرازين، إما قبل استخدام الميبيندازول أو حتى بدلًا عنه. حيث يقوم البيبيرازين بإحداث شلل في جسم الدودة، متسببًا بطردها خارج الجسم مع البراز. يستخدم الميبيندازول أيضا في معالجة داءالمشوكات ولكن بشكل نادر. بالرغم من ذلك، تعتبر الأدلة على فائدة استخدام الميبيندازول شبه معدومة.
ميبيندازول وغيره من الادوية التي تندرج تحت عائلة البنزيإيميدازول تستطيع القضاء على الديديان في طوريها اليرقيّ ووطور وجودها كدودة أسطوانية، وفي حالتي الديدان الأسطوانية والسوطيّة يستطيع القضاء عليها وهي في طور البيوض. شلل وموت الدودة يتم بشكل بطيء، وعملية طرد الديدان إلى خارج الجسم قد تأخد عدة أيام.

### استخدامات خاصة
يصنف استخدام الميبيندازول أثناء الحمل ضمن الخانة (ج)، أي أن استخدامه قد تسبب بإحداث بعض الأمراض عندما تمت تجربته على الحيوانات أثناء حملها، ولم يتم إجراء أي دراسات لإطهار مدى تأثيره على أنثى الإنسان أثناء الحمل. كما لم يتم معرفة إذا كان قد يعبر مع الحليب أثناء فترة الرضاعة أم لا حتى الآن.

## آلية العمل
يعمل ميبيندازول عن طريق تثبيط عملية إنتاج الأنيبيبات الدقيقة في أجسام الطفيليات، وتحطيم ال الأنيبيبات السيتوبلازميّة الدقيقة في أمعاءها الدقيقة، بالتالي منع عملية امتصاص الجلوكوز والأغذية الأُخرى، متسببًا في منعها من الحركة تدريجيًا، ومن ثم موت الدودة.

## المجتمع والثقافة

### التكلفة
ميبيندازول متوفر كدواء مكافئ (دواء مكافئ لآخر ذو علامة تجارية)، تكلفة البيع الإجمالية تتراوح بين 0.004-0.04 دولار أمريكي لكل جرعة، في حين أن تكلفة الجرعة الواحدة في الولايات المتحدة الأمريكية تساوي ثمانية عشر دولارًا.

### مدى توافر الدواء
آخر مُصنِّع لميبيندازول في الولايات المتحدة الأمريكية، شركة تيفا للصناعات الدوائية، أعلنت في السابع من تشرين أول 2011 أنها توقفت عن تصنيع هذا المنتج. منذ كانون أول 2011 لم يكن هذا الدواء متوافرًا من أي شركة مصنِّعة في الولايات المتحدة. لم يتم إبداء أي سبب لهذا التوقف عن التصنيع على العلن.
يمكن تصنيع الميبيندازول في الصيدليات بناء على طلب الطبيب. ما زال الميبيندازول منتشر في الأسواق العالمية عن طريقة شركة جونسون آند جونسون وبعض الشركات الأُخرى.

## أبحاث
أظهرت العديد من الدراسات أن الميبيندازول يحوي أثر مضدا لنمو الأورام، حيث أنه يمنع نمو الخلايا السرطانية، وهجرتها وانتشار الخلايا السرطانية في سرطان قشرة الغدة الكظريّة، في انابيب الاختبار وعند إجراء التجربة على حيوانات.
علاج سرطان الرئة عن طريق الميبيندازول يتسبب في توقيف عملية انقسام الخلايا السرطانية ومن ثم عملية الموت الذاتي الآلي للخلايا متبوعًا بإفراز انزيمات مثل كاسبايز وسايتوكروم سي.
يقوم ميبيندازول بتحفيز عملية موت الخلايا المعتمدة على الجرعة وعلى الوقت، في سرطان الرئة، وتحفيز عملية الموت الذاتي للخلايا عن طريق تثبيط تنشيط العامل بي سي ال-2 في خلايا الورم الميلانيني 

## أخرى

### الجرعة
- الدودة الشصية (Hookworm)، الدودة المدورة (Roundworm)، الدودة السوطية (Whipworm): مرتين يوميا، صباحا ومساءا، لمدة ثلاث أيام.
- الدودة الدبوسية (Oxyuris): جرعة واحدة.
- الدودة الشصية (Hookworm)، الدودة المدورة (Roundworm)، الدودة السوطية: 200ملغم لليوم.
- الدودة الدبوسية: 100ملغم.
- بداية الفعالية: خلال 2 - 4 ساعات.
- مدة الفعالية: 2 - 3 أيام.
- التغذية: ليس هناك تقييد.

### التخزين والحفظ
يجب حفظ الدواء في وعاء مغلق في مكان بارد وجاف بعيدا عن متناول ايدي الأطفال.

### نسيان الجرعة
ينبغي التناول فورا عند التذكر. إذا كان قد حان الوقت للجرعة القادمة، تناول الجرعتين سوية، ومن ثم عد للجدول الزمني المعتاد.

### وقف الدواء
ينبغي اتمام العلاج بالكامل. حتى، في حال طرا تحسن بالشعور، قد لا تزال العدوى الاولية موجودة، وستظهر العلامات مجددا في حال تم التوقف عن تناول الدواء مبكرا.

### جرعة زائدة
على الارجح، جرعة زائدة بشكل عرضي لن تؤدي لاية مشاكل. عدة جرعات كبيرة زائدة قد تؤدي إلى انقباضات في البطن، شعور بالغثيان، تقيؤ واسهال. يجب اعلام الطبيب.

### تحذيرات
- اثناء الحمل:

لم تحدد بعد السلامة اثناء الحمل. لدى حيوانات المختبر ادى الدواء إلى عاهات خلقية لدى الاجنة، عندما تم استخدام جرعات بتركيز مشابه للتي يتم استخدامها من قبل البشر. لدى النساء الحوامل اللواتي تناولن مبيندزول (Mebendazole) في الثلث الأول من الحمل لم تظهر اصابات في الاجنة أكثر من المعتاد لدى عامة السكان. ينبغي استشارة طبيب. يصنف ضمن الفئة (C).
- الرضاعة:

مسموح. لا توجد دلائل على وجود خطر على الطفل.
- الأطفال والرضع

لا ينصح باستعماله تحت جيل سنتين، الا بتوصيه من الطبيب.
- كبار السن:

لا توجد مشاكل خاصه.
- السياقة:

لا توجد مشاكل معروفه.

### الآثار الجانبية
- طفح جلدي.
- حكة.[24]